# Mario Valota
Mario Valota, né le 8 février 1918 et mort le 30 septembre 2000, est un escrimeur suisse.

## Carrière
Mario Valota participe aux Jeux olympiques d'été de 1952 et  remporte la médaille de bronze dans l'épreuve de l'épée par équipe.